# Státní znak Arménie
Státní znak Arménie vychází z historického znaku platného před okupací Sovětským svazem.
Ve štítu jsou zobrazeny znaky čtyř království (dynastií) historické Arménie:
- 1. pole – Bagrationové
- 2. pole – Arsakovci
- 3. pole – Artašovci (Artaxidovci)
- 4. pole – Rubenidé (Rubenovci)

V srdečním štítku je zobrazena hora Ararat s Noemovou archou.
Štít drží orlice (heraldicky vpravo) a lev (vlevo) a pod štítem zobrazen meč, ratolest, snop klasů, řetěz a stuha. Základní barvou znaku republiky Arménie je zlatistá, barvy znaků historických arménských království jsou v 1. a 4. poli červená, ve 2. a 3. poli modrá a barva srdečního štítu je oranžová. 
Uvedené barvy symbolizují barvy vlajky republiky Arménie. Štítonoši (orlice a lev) symbolizují ducha, sílu a moc. Lev s křížem byl vyobrazen na bráně hlavního města království Bagratovců, města Ani (961–1045). Dvouhlavého orla používal královský rod Mamikonian. Bývá spojován také s rodem Aršakuni, Aršakovců, s králem Tiridatem III. Dva ptáčci a hvězda byly na koruně Tigrana II. (království Artašovců  Artaxidovců v 1. st. př. n. l.) Lev s křížem v tlapách je na mincích krále Levona II. z rodu Rubenidů (Kilíkie, 11. a 12. století).

## Historie
Státní znak 1. Arménské republiky (z něhož vychází současný znak) byl užíván v letech 1918–1920.
Po připojení k Sovětskému svazu byly užívány až do vyhlášení nezávislosti v roce 1992 užívány socialistické symboly v rámci SSSR.

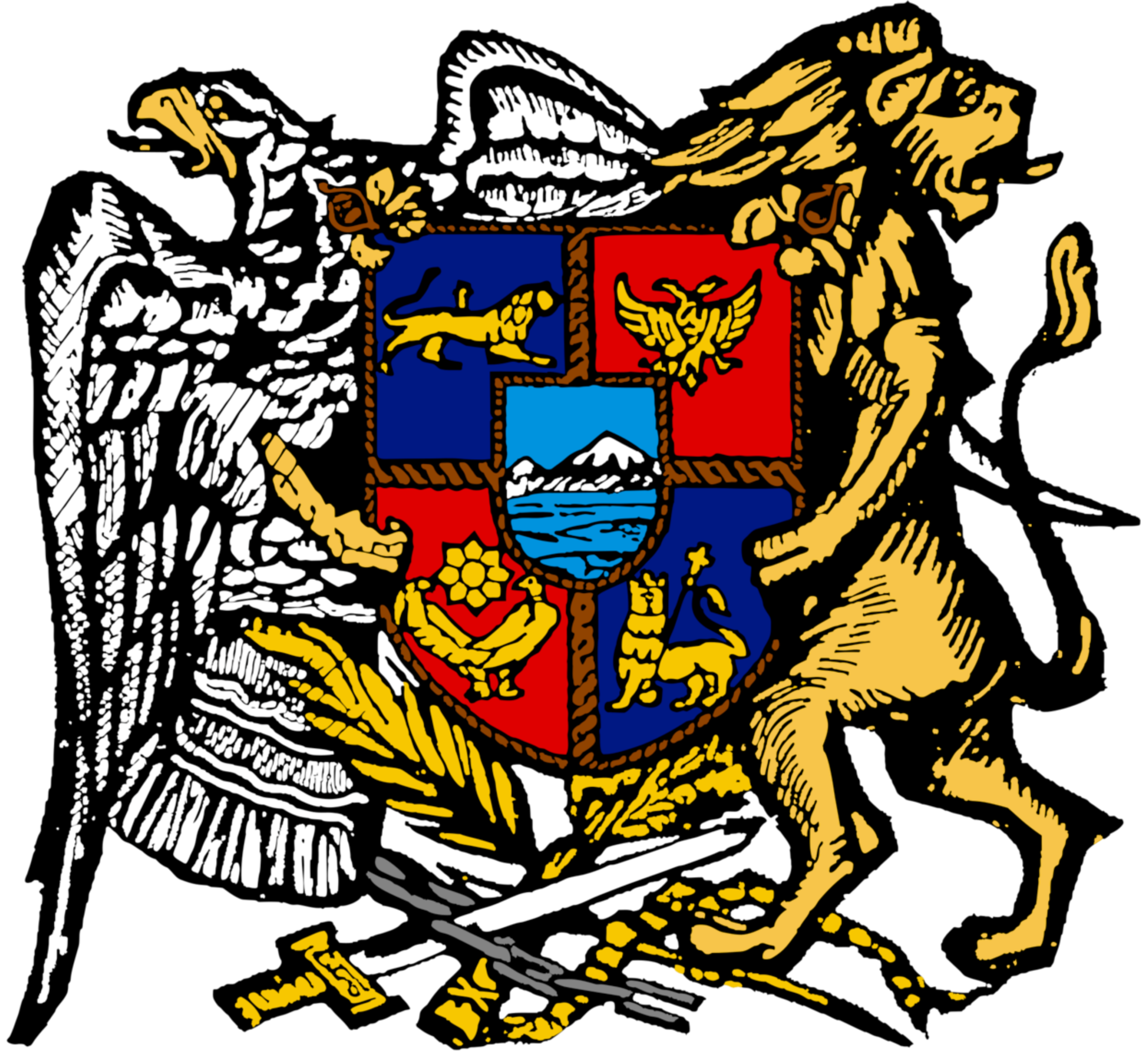
Státní znak Arménské republiky  (1918–1920)
Znak Zakavkazské SFSR (1922–1936)
Státní znak Arménské SSR (1936–1992)

Současný znak byl obnoven velmi stručným zákonem (С-0580-1-ЗР-21) z 19. dubna 1992, který v překladu zní: „Nejvyšší sovět Republiky Arménie nařizuje: Jakožto státní znak Republiky Arménie přijmout znak, schválený vládou Republiky Arménie v červenci roku 1920: Prezident Republiky Arménie L. Ter-Petrosjan"
Zákon neobsahoval popis znaku. Ten (a ještě velmi nepřesný) byl uveden až v zákoně „O znaku republiky Arménie" (článek 2, odstavec 2) ze dne 15. června 2006. Nedílnou součástí zákona je příloha s barevným vyobrazením znaku.

## Den národních symbolů
Na památku schválení státních symbolů republiky zákony z 15. června 2006 bylo rozhodnuto připomínat 15. května „Den národních symbolů Arménie".